# دائرة جندوبة الانتخابية
دائرة جندوبة الانتخابية هي واحدة من 27 دائرة انتخابية تونسية. تغطي كامل أراضي ولاية جندوبة.

## نتائج الانتخابات
فيما يلي نتائج انتخابات المجلس الوطني التأسيسي التونسي 2011 للدائرة الانتخابية. وتبين القائمة الأحزاب التي فازت بمقعد واحد على الأقل:
| الحزب                    | الحزب                            | الاصوات | %    | المقاعد |
| ------------------------ | -------------------------------- | ------- | ---- | ------- |
|                          | حركة النهضة                      | 33٬136  | 28   | 2       |
|                          | تيار المحبة                      | 12٬433  | 10,5 | 1       |
|                          | التكتل                           | 8٬267   | 7    | 1       |
|                          | الحزب الديمقراطي التقدمي         | 6٬388   | 5,4  | 1       |
|                          | المؤتمر من أجل الجمهورية         | 5٬616   | 4,7  | 1       |
|                          | قائمة النضال الاجتماعي           | 4٬749   | 4    | 1       |
|                          | حزب الوطنيين الديمقراطيين الموحد | 3٬599   | 3    | 1       |
| المسجلين                 | المسجلين                         | 135٬117 | 100  | 8       |
| الناخبين                 | الناخبين                         | 118٬376 |      | -       |
| الأصوات الصحيحة للقائمات | الأصوات الصحيحة للقائمات         | 118٬376 | 100  | -       |
| الأوراق الملغاة والبيضاء | الأوراق الملغاة والبيضاء         | 16٬741  |      | -       |

## روابط خارجية
- الموقع الرسمي لهيئة الانتخابات.